# Jacques Haman
Jacques Haman est un footballeur international camerounais né le 30 août 1994 à Garoua. Il joue au poste d'attaquant..

## Biographie
Quelques semaines avant ses seize ans, Jacques Haman signe son premier contrat professionnel avec son club formateur, le Coton Sport de Garoua.
À l'issue de la saison 2013, Haman rejoint l'Israël et est proche de s'engager avec le Maccabi Tel-Aviv. Son recrutement par le club de Tel Aviv tombe à l'eau en février 2014, quand le Coton Sport, contre toute attente et à la surprise des différentes parties, revendique que Haman est toujours sous contrat avec le club camerounais.
Pas revanchard, Haman retrouve les rangs du Coton Sport quelques mois plus tard.
Le 28 juillet 2015, Haman s'engage avec le FC Montréal après plus d'un mois d'essai dans les structures de l'Impact de Montréal . Auteur de trois buts lors de ses quatre premières rencontres, il joue un total de onze matchs en United Soccer League avec la formation montréalaise.
En août 2016, il rejoint le Portugal et le Vitória SC, étant recruté pour l'équipe réserve avant d'éventuellement rejoindre l'équipe fanion en première division. Il inscrit alors neuf buts en cinquante rencontres en deuxième division puis est prêté sans option d'achat, le 31 janvier 2018, au Leixões SC pour y terminer la saison.
Libre de tout contrat à l'été 2018, il s'engage avec le Varzim SC où il évolue lors de la saison 2018-2019 avant de découvrir la première division finlandaise avec le FC Ilves en août 2019 jusqu'à l'issue de la saison 2019.

## Palmarès
- Avec  Coton Sport Garoua :
  - Champion du Cameroun en 2010-2011, en 2013 et en 2014
  - Coupe du Cameroun en 2011 et en 2014

## Statistiques
| Saison                | Club                  | Championnat           | Championnat | Championnat | Coupe(s) nationale(s) | Coupe(s) nationale(s) | Séries | Séries | Total | Total |
| Saison                | Club                  | Division              | M.          | B.          | M.                    | B.                    | M.     | B.     | M.    | B.    |
| 2015                  | FC Montréal           | USL                   | 10          | 3           | -                     | -                     | -      | -      | 10    | 3     |
| 2016                  | FC Montréal           | USL                   | 1           | 0           | -                     | -                     | -      | -      | 1     | 0     |
| 2016-2017             | Vitória SC B          | Ledman LigaPro        | 34          | 6           | -                     | -                     | -      | -      | 34    | 6     |
| 2017-2018             | Vitória SC B          | Ledman LigaPro        | 16          | 3           | -                     | -                     | -      | -      | 16    | 3     |
| 2017-2018             | Leixões SC (prêt)     | Ledman LigaPro        | 9           | 0           | -                     | -                     | -      | -      | 9     | 0     |
| 2018-2019             | Varzim SC             | Ledman LigaPro        | 15          | 1           | 5                     | 2                     | -      | -      | 20    | 3     |
| 2019                  | FC Ilves              | Veikkausliiga         | 7           | 0           | -                     | -                     | 0      | 0      | 7     | 0     |
| Total sur la carrière | Total sur la carrière | Total sur la carrière | 92          | 13          | 5                     | 2                     | 0      | 0      | 97    | 15    |